# La Bastide-Clairence
La Bastide-Clairence település Franciaországban, Pyrénées-Atlantiques megyében. Lakosainak száma 987 fő (2022. január 1.). La Bastide-Clairence Ayherre, Bardos, Hasparren és Orègue községekkel határos.

## Népesség
A település népességének változása:
| Lakosok száma | 1031 | 1000 | 1019 | 979  | 970  | 961  | 969  | 978  | 987  |
|               | 2013 | 2015 | 2016 | 2017 | 2018 | 2019 | 2020 | 2021 | 2022 |